# Arena Jaraguá
L'Arena Jaraguá è un'arena coperta di Jaraguá do Sul, in Brasile.

## Storia e descrizione
I lavori di costruzione dell'Arena Jaraguá sono iniziati nel 2005 per terminare con l'inaugurazione del 18 maggio 2007: i costi per l'edificazione del complesso si sono aggirati intorno ai 17 milioni di Real. La principale funzione del complesso è quella sportiva, soprattutto per il calcio a 5, dove gioca la squadra del Associação Desportiva Jaraguá, e per la pallavolo, ospitando anche competizioni internazionali, come alcune partite della World League 2014.
L'impianto ha 8 500 posti a sedere, mentre all'impiedi ha una capienza di 17 000 posti; l'area esterna inoltre può essere occupata da 50 000 persone; completano l'opera un ristorante, bar, spogliatoi e sale da esposizione.